# Дом-музей В. А. Закруткина
Дом-музей В.А. Закруткина ― литературно-мемориальный музей в станице Кочетовская, Ростовская область, Россия. Является структурным подразделением Семикаракорского историко-краеведческого музея.

## История и описание
Открытие мемориального Дома-музея В. А. Закруткина в станице Кочетовской состоялось 26 апреля 1986 года.
Известный писатель и литературовед, лауреат Государственной премии СССР и Сталинской премии Виталий Александрович Закруткин (1908—1984) более трёх десятилетий жил и трудился на донской земле. Закруткин, как и Михаил Шолохов, воплотил особый, «донской» стиль писательской жизни.
В станице Кочетовская писатель создал такие свои произведения как: «Матерь человеческая», «Плавучая станица», «Сотворение мира», «Мать сыра земля», «Цвет лазоревый» и другие. Кроме этого, он был депутатом районного, а потом и областного Советов. Благодаря Закруткину в станице были построены новая школа-десятилетка, поселковая дорога, восстановлена церковь в станице Семикаракорской. Также он помог обустроить местный совхоз, его стараниями были построены хлебопекарня, оборудована пристань для теплоходов.
Авторами экспозиции музея стали заслуженный художник России П. Ибалаков и член Союза журналистов России В. Тихомирова.
В 2004 году Дом-музей становится структурным подразделением Муниципального бюджетного учреждения Семикаракорский историко-краеведческий музей".
В фондах Дома-музея находится 6868 экспонатов. Все они собраны усилиям вдовы писателя H.В. Закруткиной, а также при помощи сотрудников областного музея краеведения.
В Доме-музее В. А. Закруткина всё сохранилось так, как было при жизни писателя. Его небольшой деревянный дом окружён фруктовым садом, деревьями и кустарниками, которые были посажены самим Виталием Александровичем. Широкие ступеньки крыльца ведут на веранду, а затем в комнаты. В кабинете писателя находится старинный рабочий стол, старинная настольная лампа, чернильный прибор, различные сувениры. Рядом на самодельных полках расположена библиотека писателя, в которой находится более двух тысяч книг. На стенах в комнате отдыха ― казачьи сабли и шашки, старинный патронташ в виде полуподковы. На почётном месте висят фронтовая бурка, бекеша, бинокль и кортик.
На территории усадьбы находится и могила писателя.
Дом-музей стал культурным центром всего Семикаракорского района. Здесь ежегодно проходят «Закруткинские весны».